# Camostat
Camostatul este un medicament antihemoragic, fiind un inhibitor de serin protează. Calea de administrare disponibilă este cea orală. Este aprobat în Japonia pentru tratamentul pancreatitei cronice și a esofagitei de reflux post-operatorii.